# Писък 2
„Писък 2“ (на английски: Scream 2) е американски слашър филм на ужасите от 1997 г.

## Сюжет
Внимание:  Текстът по-долу разкрива сюжета на произведението (или части от него)!
Сидни Прескот вече е в колеж, докато серия от имитиращи престъпления започва. Убийците отново се крият зад Гоустфейс.

## Актьорски състав
- Нийв Кембъл – Сидни Прескот
- Дейвид Аркет – Дуайт Райли
- Кортни Кокс – Гейл Уезърс
- Сара Мишел Гелар – Си Си Купър
- Джейми Кенеди – Ранди Микс
- Джери О'Конъл – Дерек

## Продукция
Сценарият на филма изтича по време на снимките, разкривайки самоличността на убийците и това налага обширно пренаписване и смяна на героите на убийците.